# Музыка Коморских Островов
Коморские острова представляют собой архипелаг, расположенный в Индийском океане. Они являются в большей части независимым государством, но также включают в себя французскую территорию Майотта. Исторически они имеют связи как с Восточной Африкой, так и с Францией, и в настоящее время оказываются под сильным влиянием мадагаскарской культуры. Однако на Коморских островах наиболее известным жанром музыки остается занзибарская таараба и её местная версия, известная как твараба. Среди ведущих групп, исполняющих твараба, можно выделить Sambeco и Belle Lumière, а также таких артистов, как Чамсия Сагаф и Мохаммед Хассан.

## Музыкальные инструменты
Среди коморских музыкальных инструментов — уд и скрипка, наиболее часто аккомпанирующие тварабу, а также габуси (разновидность лютни) и ндзендзе (коробочная цитра), барабан мсондо. Также очень редко используют примитивный гобой ндзумара.

## Музыканты
Среди современных музыкальных артистов Коморских островов можно выделить Абу Чихаби, известный как автор национального гимна Коморских островов, популярен благодаря своей музыке в стиле регги с панафриканским влиянием. Также важное место в современной музыке Коморских островов занимают фьюжн-музыканты, объединяющие элементы регги, зук и сукус, такие как Маалеш и Салим Али Амир. Среди других выдающихся музыкантов и авторов-исполнителей на Коморах можно назвать Наваля, Али Саида Ачимо, проживающего в Париже, и Дихо, а также множество других певцов и инструменталистов.